# Mërgim Mavraj
Mërgim Mustafë Mavraj (Hanau, el 9 de juny de 1986) és un jugador de futbol albanès d'origen alemany que juga com defensa amb el 1. FC Köln i la selecció albanesa.